# Anel Hajrić
Anel Hajrić (* 4. März 1996 in Maribor) ist ein bosnisch-slowenischer Fußballspieler.

## Karriere

### Verein
Hajrić begann seine Karriere beim NK Primorje. Nach dessen Auflösung wechselte er zur Saison 2011/12 in die Jugend des NK Maribor. Im März 2013 stand er gegen den NK Rudar Velenje erstmals im Profikader von Maribor. Ab der Saison 2014/15 kam er für die drittklassige Zweitmannschaft Maribors zum Einsatz. In eineinhalb Jahren für Maribor B kam er zu 31 Drittligaeinsätzen, in denen er 13 Tore erzielte. Im Januar 2016 wurde er an den Zweitligisten NK Kranj verliehen. Während der halbjährigen Leihe kam er zu zehn Einsätzen in der 2. SNL, in denen er fünf Tore erzielte. Zur Saison 2016/17 kehrte er nach Maribor zurück. Dort kam er wieder für die Reserve zum Einsatz, für die er in jener Spielzeit in 25 Drittligapartien 33 Tore machte.
Zur Saison 2017/18 wurde der Stürmer ein zweites Mal an einen Zweitligisten verliehen, diesmal an den NK Radomlje. Bis zum Ende der Leihe kam er zu 24 Zweitligaeinsätzen, in denen er 16 Mal traf, womit er hinter Marko Roginić der zweitbeste Torschütze der Liga war. Zur Saison 2018/19 wurde Hajrić fest verpflichtet. In seiner zweiten Saison in Radomlje erzielte er 35 Treffer in 29 Saisoneinsätzen und wurde damit Torschützenkönig der zweithöchsten slowenischen Spielklasse.
Zur Saison 2019/20 wurde er in Belgien vom Zweitligisten Sporting Lokeren unter Vertrag genommen. In Lokeren spielte er 13 Mal in der Division 1B und traf dabei zweimal. Nach Saisonende wurde der insolvente Verein allerdings aufgelöst und Hajrić musste den Verein verlassen. Daraufhin wechselte er zur Saison 2020/21 nach Bosnien zum Erstligisten FK Željezničar Sarajevo. In der bosnischen Hauptstadt absolvierte er insgesamt sieben Partien in der Premijer Liga. Im Januar 2021 kehrte er nach Slowenien zurück und schloss sich dem NK Celje an. Für Celje spielte er insgesamt fünfmal in der 1. SNL.
Zur Saison 2021/22 wechselte er nach Österreich zum Regionalligisten First Vienna FC. Für die Wiener absolvierte er fünf Partien in der Regionalliga Ost. Im Januar 2022 wechselte er in die Regionalliga Mitte zum SC Kalsdorf. Für Kalsdorf kam er zu 16 Einsätzen in der Regionalliga Mitte, in denen er fünfmal traf.
Im August 2022 kehrte er nach Slowenien zurück und wechselte zum Zweitligisten NK Triglav Kranj.

### Nationalmannschaft
Hajrić spielte 2012 dreimal für die slowenische U-16-Auswahl. Zwischen 2014 und 2015 spielte er dann sechsmal für die bosnische U-19-Mannschaft.